# Antoine Le Nain

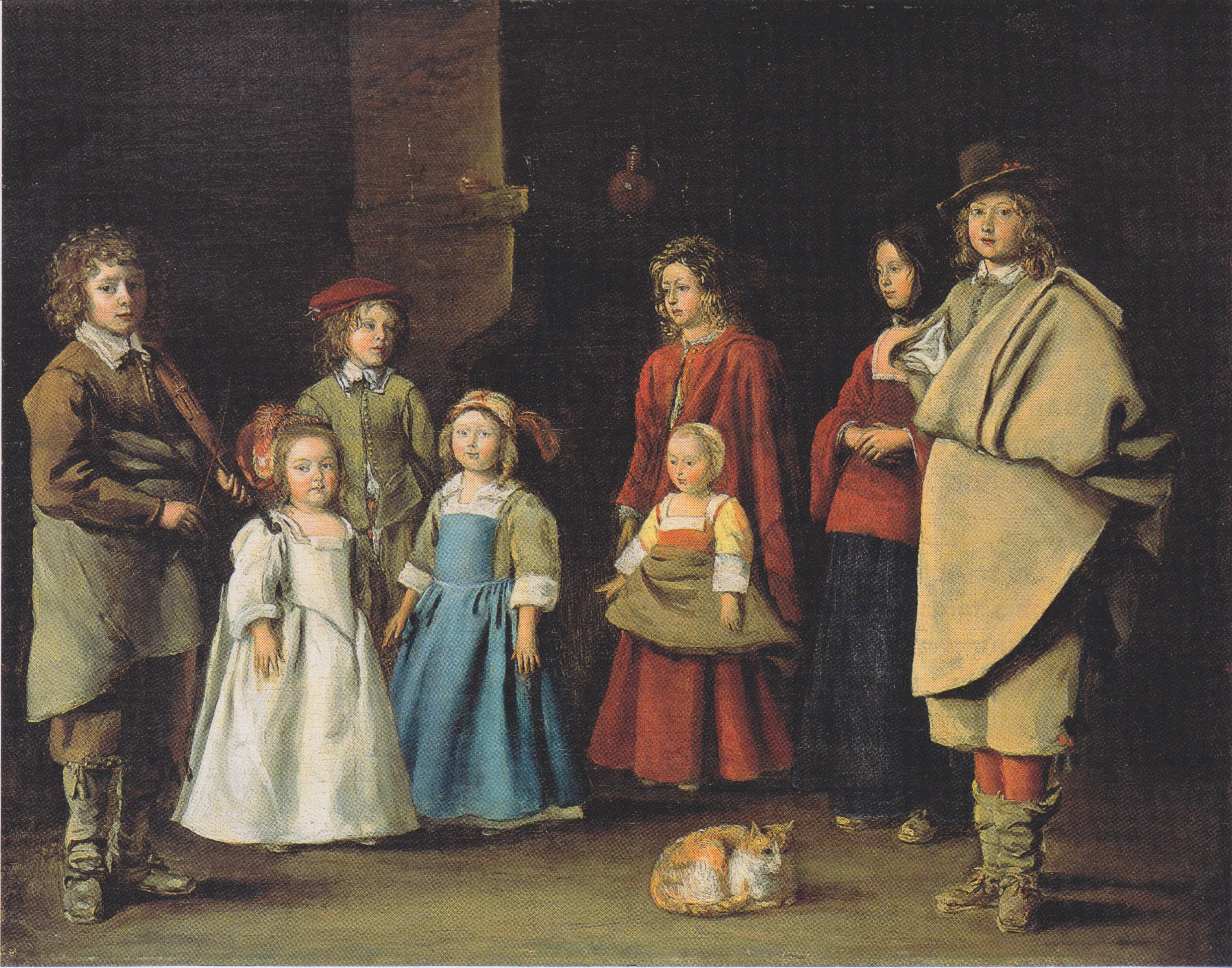
Vorbereitung zur Tanzstunde – nach 1650

Antoine Le Nain (* um 1588 in Laon; † 25. Mai 1648 in Paris) war ein französischer Maler des 17. Jahrhunderts. Er lebte und arbeitete in Paris und ist dem barocken Realismus zuzuordnen.
Die Lebenswege und die Zuschreibung der Gemälde dieses Künstlers und seiner Brüder sind bis zum heutigen Tag nicht eindeutig geklärt. Antoine Le Nains Geburtsdatum, das allgemein mit dem Jahr 1588 angegeben wird, bleibt umstritten und wird von manchen Kunsthistorikern auf einen späteren Zeitraum datiert, nämlich die Jahre von 1597 bis 1607. Darüber hinaus ist sein Werk nur schwierig von dem seiner beiden jüngeren Brüder Louis Le Nain (* 1597/1607) und Mathieu Le Nain (* um 1607) abzugrenzen, weshalb die drei Künstler lange unter der Bezeichnung Les Le Nain, „die (Brüder) Le Nain“, zusammengefasst wurden. Ihre Namen, die heute zu den bedeutendsten der französischen Malerei zählen, waren am Ende des 18. Jahrhunderts fast vollkommen in Vergessenheit geraten. Ihre Werke wurden erst durch den aus Laon stammenden Romancier Jules Champfleury (1821–1889) wiederentdeckt, der durch seine Schriften aus den Jahren 1850 und 1862 die Aufmerksamkeit auf sie lenkte.

## Leben
Antoine Le Nain wurde als dritter der fünf Söhne des wohlhabenden Bauern und Winzers Isaac Le Nain geboren, der mehrere Häuser, Weinberge, Wiesen und Wälder in der Umgebung von Laon in der nordfranzösischen Region Picardie besaß und 1595 das Amt eines „Sergent royal“ am Salzspeicher erwarb. Gemeinsam mit seinen jüngeren Brüdern wurde Antoine Le Nain mehrere Jahre in der Malerei unterwiesen, bevor er nach Paris reiste. Dort blieb er zeit seines Lebens ansässig, nicht ohne weiterhin Kontakte zu seinen Angehörigen in Laon zu pflegen, wo er Besitz hatte. In Paris trat er nicht der Korporation der Maler bei, was eine kostspielige und lange Ausbildung voraussetzte, sondern ließ sich 1629 in dem Bezirk der Abtei Saint-Germain-des-Prés nieder, deren Privilegien es gestatteten, die strengen Regeln der Korporation zu umgehen.
Die Werkstatt, die er gemeinsam mit seinen Brüdern in der rue Princesse einrichtete, scheint insbesondere mit Porträts und religiösen Motiven sehr schnell erfolgreich geworden zu sein, denn schon im gleichen Jahr wurde Antoine von den Stadtvätern beauftragt, das später verlorengegangene Portrait des échevins (Porträt der Schöppen) zu schaffen. Mit seinen Brüdern arbeitete er an dem Dekor der berühmten, während der französischen Revolution zerstörten „Kapelle der Jungfrau“ der Abtei Saint-Germain-des-Prés und den ebenfalls verlorenen Altarbildern für vier Seitenkapellen der Kathedrale Notre-Dame de Paris.
Im Jahr 1648 gehörte Antoine zu den ersten Mitgliedern der soeben gegründeten Académie royale de peinture et de sculpture.
Antoine Le Nain starb 1648 unvorhersehbar in Paris.

## Werkauswahl
Nur fünfzehn in dem Zeitraum von 1640 bis 1647 entstandene Gemälde der Werkstatt der Le Nains sind datiert und signiert. Allerdings signierten die Brüder nie anders als mit dem Familiennamen, was es bisher nicht gestattet, die Werke zuverlässig dem einen oder anderen der Brüder zuzuschreiben. Die nachstehend aufgeführten Werke sind folglich jene der Brüder Le Nain.

### Hauptwerke
- Victoire, Paris, Musée du Louvre
- Baccus und Ariane, Orléans, Musée d’Orléans
- Venus in der Schmiede des Vulcanus 1641, Reims, Musée de Reims

### Religiöse Themen
- Anbetung der Hirten, 1630-1632?, Paris, Louvre. Aus einer Serie von 6 Gemälden zum Leben der Jungfrau, die für eine Kapelle der „Petits-Augustins“ geschaffen wurden und von denen bisher nur vier aufgefunden wurden.
- Geburt der Jungfrau, Paris, Kathedrale Notre-Dame de Paris
- Rast der heiligen Familie in Ägypten, Privatsammlung
- Verleugnung Petri, Paris, Louvre. Es ist bisher nicht klar, ob das Gemälde ein Gemeinschaftswerk mit seinem Bruder Louis ist oder es allein von einem der Brüder gemalt wurde.

### Porträts
- Marquis de Trévilles, 1644, Privatsammlung
- Brustportrait eines Mannes, Le Puy, Museum
- Tric-Trac-Spieler, Paris, Musée du Louvre

### Genremalerei
- Bauern vor ihrem Haus, um 1641, Öl auf Leinwand, 55,2 × 70,5 cm, San Francisco, Fine Arts Museums of San Francisco, Louis Le Nain zugeschrieben
- Bauernfamilie, 1642, Paris, Musée du Louvre
- Besuch der Großmutter, Sankt Petersburg, Eremitage
- Glückliche Familie oder Rückkehr von der Taufe, 1642, Paris, Musée du Louvre
- Kartenspieler, Aix-en-Provence, Museum

- Das Bild Der Gärtner (um 1655/60) befindet sich im Wallraf-Richartz-Museum Köln.